# Nika (premio)
Il Nika è un riconoscimento annuale dell'Accademia russa delle scienze e del cinema. 

## Storia
Fu ideato nel 1987 da Yuli Gusman. 
Il nome del premio prende spunto dalla dea della vittoria Nike.
Nella prima edizione le categorie premiate erano film, regista, attore, attrice, attore/attrice non protagonista, sceneggiatura, fotografia, costumi, effetti sonori, musica, documentario, film di animazione e produttore più un premio alla carriera; con gli anni sono state introdotte anche le categorie "miglior film della zona CSI e Baltico", "scoperta dell'anno", "premio speciale della giuria" ed è stata effettuata la divisione "miglior attore non protagonista" - "migliore attrice non protagonista".

## Categorie e vincitori

### Miglior film
- 1987: Pentimento (Покаяние), regia di Tengiz Evgen'evič Abuladze[1]
- 1988: Cholodnoe leto pat'desjat tret'ego... (Холодное лето пятьдесят третьего…), regia di Aleksandr Proškin[2]
- 1989: Asik Kerib - storia di un ashug innamorato (Ashug-Karibi), regia di Dodo Abashidze e Sergej Iosifovič Paradžanov[3]
- 1990: Sindrome astenica (Астенический синдром), regia di Kira Muratova[4]
- 1991: Nebesa obetovannye (Небеса обетованные), regia di Ėl'dar Aleksandrovič Rjazanov[5]
- 1992: Ankor, eščё ankor! (Анкор, ещё анкор!), regia di Pëtr Todorovskij[6]
- 1993: Makarov (Макаров), regia di Vladimir Chotinenko[7]
- 1994: Passioni (Uvlecheniya), regia di Kira Muratova[8]
- 1995: Osobennosti nacional'noj ochoty (Особенности национальной охоты), regia di Aleksandr Rogožkin[9]
- 1996: Il prigioniero del Caucaso (Kavkazskiy plennik), regia di Sergej Vladimirovič Bodrov[10]
- 1997: Il ladro (Vor), regia di Pavel Čuchraj[11]
- 1998: Pro urodov i ljudej, regia di Aleksej Oktjabrinovič Balabanov, Sergej Selyanov e Oleg Botogov[12]
- 1999: Chrustalëv, mašinu! (Хрусталёв, машину!), regia di Aleksej Jur'evič German, Armen Medvedev, Aleksandr Golutva e Guy Séligmann[13]
- 2000: Dnevnik ego ženy (Дневник его жены), regia di Aleksej Efimovič Učitel'[14]
- 2001: Toro (Telets), regia di Aleksandr Sokurov e Viktor Sergeev[15]
- 2002: Kukushka - Disertare non è reato (Кукушка), regia di Aleksandr Rogožkin e Sergej Selyanov[16]
- 2003: Il ritorno (Vozvraščenie), regia di Andrej Petrovič Zvjagincev[17]
- 2004: Svoi, regia di Dmitry Meskhiev[18]
- 2005: 9 rota, regia di Fëdor Bondarčuk [19]
- 2006: L'isola (Остров), regia di Pavel Lungin [20]
- 2007: Mongol, regia di Sergej Vladimirovič Bodrov[21]
- 2008: Stiljagi (Стиляги), regia di Valerij Todorovskij[22]
- 2009: Poltory komnaty, ili Sentimental'noe putešestvie na rodinu (Полторы комнаты, или Сентиментальное путешествие на родину), regia di Andrey Khrzhanovskiy[23]
- 2010: Kray, regia di Aleksej Efimovič Učitel'[24]
- 2011: Zhila-byla odna baba, regia di Andrej Sergeevič Smirnov[25]
- 2012: Faust, regia di Aleksandr Sokurov[26]
- 2013: Geograf globus propil (Географ глобус пропил), regia di Aleksandr Veledinskij[27]
- 2014: Trudno byt' bogom, regia di Aleksej Alekseevič German[28]
- 2015: Milyy Khans, dorogoy Pyotr, regia di Aleksandr Mindadze[29]
- 2016: Paradise (Рай), regia di Andrej Končalovskij[30]
- 2017: Aritmija (Аритмия), regia di Boris Khlebnikov[31]
- 2018: Vojna Anny (Война Анны), regia di Aleksej Fedorčenko[32]

### Miglior attore
- 1987: Avtandil Makharadze - Pentimento (Покаяние)[1]
- 1988: Rolan Bykov - La commissaria (Комиссар)[2]
- 1989: Oleg Ivanovič Borisov - Il servo (Sluga)[3]
- 1990: Innokentij Michajlovič Smoktunovskij - Damskiy portnoy[4]
- 1991: Oleg Ivanovič Jankovskij - L'assassino dello zar (Цареубийца, Careubijca) e Pasport (Паспорт) [5]
- 1992: Elguja Burduli - Udzinarta mse[6]
- 1993: Sergej Makoveckij - Makarov (Макаров)[7]
- 1994: Evgenij Vital'evič Mironov - Limita[8]
- 1995: Aleksey Buldakov - Osobennosti nacional'noj ochoty (Особенности национальной охоты)[9]
- 1996: Sergej Vladimirovič Bodrov - Il prigioniero del Caucaso (Kavkazskiy plennik)[10]
- 1997: Vladimir Maškov -  Il ladro (Vor)[11]
- 1998: Vladimir Ilin - Khochu v tyurmu[12]
- 1999: Michail Aleksandrovič Ul'janov - Vorošilovskij strelok (Ворошиловский стрелок)[13]
- 2000: Andrej Sergeevič Smirnov - Dnevnik ego ženy (Дневник его жены)[14]
- 2001: Leonid Mozgovoy - Toro (Telets)[15]
- 2002: Oleg Ivanovič Jankovskij - Ljubovnik (Любовник)[16]
- 2003: Viktor Suchorukov - Bednyj, bednyj Pavel (Бедный, бедный Павел)[17]
- 2004: Bohdan Stupka - Svoi[18]
- 2005: Evgenij Vital'evič Mironov - Kosmos kak predchuvstvie[19]
- 2006: Pyotr Mamonov - L'isola (Остров)[20]
- 2007: Sergej Garmash - 12[21]
- 2008: Oleg Dolin - Dikoe pole[22]
- 2009[23]
  - Oleg Ivanovič Jankovskij - Car' (Царь, Zar) e Anna Karenina
  - Vladimir Ilin - Palata n. 6 (Палата № 6)
- 2010: Vladimir Maškov - Kraj[24]
- 2011: Sergej Garmash - Dom (Дом)[25]
- 2012[26]
  - Maksim Sukhanov - Orda
  - Anton Adasinsky - Faust
- 2013: Konstantin Jur'evič Chabenskij - Geograf globus propil (Географ глобус пропил)[27]
- 2014: Leonid Yarmolnik - Trudno byt' bogom[28]
- 2015: Aleksandr Yatsenko - Insayt[29]
- 2016: Timofey Tribuntsev - Monach i bes (Мона́х и бес)[30]
- 2017: Aleksandr Yatsenko - Aritmija (Аритмия)[31]
- 2018: Aleksej Serebrjakov - Van Gogi (Ван Гоги)[32]

### Miglior attrice
- 1987: Nina Ruslanova - Zavtra byla vojna (Завтра была война), Znak bedy e Brevi incontri (Короткие встречи)[1]
- 1988: Natalya Negoda - La piccola Vera (Malen'kaja Vera)[2]
- 1989: Elena Jakovleva - Interdevočka (Интердевочка)[3]
- 1990: Natal'ja Georgievna Gundareva - Sobachiy pir[4]
- 1991: Inna Michajlovna Čurikova - Rebro Adama (Ребро Адама)[5]
- 1992: Tatyana Vasileva - Uvidet Parizh i umeret[6]
- 1993: Marina Neyolova - Ty u menya odna[7]
- 1994: Ingeborga Dapkūnaitė - Podmoskovnye večera (Подмосковные вечера)[8]
- 1995: Nina Usatova - Musul'manin (Мусульманин)[9]
- 1996: Elena Vsevolodovna Safonova - President i ego zhenshchina[10]
- 1997: Yekaterina Rednikova - Il ladro (Vor)[11]
- 1998: Dina Korzun - Country of the Deaf (Strana gluchich) [12]
- 1999: Nina Usatova - Barak[13]
- 2000: Zinaida Sharko - Lunoy byl polon sad[14]
- 2001: Mariya Kuznetsova - Toro (Telets)[15]
- 2002: Anni-Kristiina Juuso - Kukushka - Disertare non è reato (Кукушка)[16]
- 2003: Valentina Berezutskaya - Staruchi (Старухи)[17]
- 2004: Alla Demidova - The Tuner - L'Accordatore (Настройщик)[18]
- 2005: Alisa Brunovna Frejndlich - Na Verkhney Maslovke[19]
- 2006: Evgeniya Simonova - Ellipsis (Mnogotochie)[20]
- 2007: Mariya Shalayeva - Rusalka (Русалка)[21]
- 2008: Darya Moroz - Živi i pomni (Живи и помни)[22]
- 2009: Svetlana Krjučkova - Pochoronite menja za plintusom (Похороните меня за плинтусом)[23]
- 2010: Nina Ruslanova - Kitayskaya babushka[24]
- 2011[25]
  - Darya Ekamasova - Zhila-byla odna baba
  - Nadezhda Markina - Elena (Елена)
- 2012: Roza Khayrullina - Orda [26]
- 2013: Elena Ljadova - Geograf globus propil (Географ глобус пропил)[27]
- 2014: Elena Ljadova - Leviathan[28]
- 2015: Irina Kupchenko - Uchilka[29]
- 2016: Yuliya Vysotskaya - Paradise (Рай)[30]
- 2017: Irina Gorbacheva - Aritmija (Аритмия)[31]
- 2018: Marta Kozlova - Vojna Anny (Война Анны)[32]

### Miglior regista
- 1987: Tengiz Evgen'evič Abuladze - Pentimento (Покаяние)[1]
- 1988: Andrej Končalovskij - Storia di Asja Kljačina che amò senza sposarsi (История Аси Клячиной, которая любила, да не вышла замуж)[2]
- 1989: Dodo Abashidze e Sergej Iosifovič Paradžanov - Asik Kerib - storia di un ashug innamorato (Ashug-Karibi)[3]
- 1990: Stanislav Govoruchin - Tak zhit nelzya[4]
- 1991: Ėl'dar Aleksandrovič Rjazanov - Nebesa obetovannye (Небеса обетованные)[5]
- 1992: Nikita Sergeevič Michalkov - Urga - Territorio d'amore (Urga)[6]
- 1993: Vladimir Chotinenko - Makarov (Макаров)[7]
- 1994: Kira Muratova - Passioni (Uvlecheniya)[8]
- 1995: Aleksandr Rogožkin - Osobennosti nacional'noj ochoty (Особенности национальной охоты)[9]
- 1996: Sergej Vladimirovič Bodrov - Il prigioniero del Caucaso[10]
- 1997: Pavel Chukhrai -  Il ladro (Vor)[11]
- 1998[12]
  - Otar Ioseliani - Briganti
  - Aleksej Oktjabrinovič Balabanov - Pro urodov i lyudey
- 1999: Aleksej Jur'evič German - Chrustalëv, mašinu! (Хрусталёв, машину!)[13]
- 2000: Bahtiër Hudojnazarov - Luna Papa (Lunnyj papa)[14]
- 2001: Aleksandr Sokurov - Toro (Telets)[15]
- 2002: Aleksandr Rogožkin - Kukushka - Disertare non è reato (Кукушка)[16]
- 2003: Vadim Jusupovič Abdrašitov - Magnitnye buri[17]
- 2004: Kira Muratova - L'accordatore (Nastroyschik)[18]
- 2005: Aleksej Alekseevič German - Garpastum[19]
- 2006: Pavel Lungin - L'isola (Остров)[20]
- 2007: Sergej Vladimirovič Bodrov - Mongol[21]
- 2008: Aleksej Alekseevič German - Bumažnyj soldat[22]
- 2009: Andrey Khrzhanovskiy - Poltory komnaty, ili Sentimental'noe putešestvie na rodinu (Полторы комнаты, или Сентиментальное путешествие на родину)[23]
- 2010: Aleksej Popogrebskij - Kak ja provël ėtim letom[24]
- 2011: Andrej Petrovič Zvjagincev - Elena (Елена)[25]
- 2012: Aleksandr Sokurov - Faust[26]
- 2013: Aleksandr Veledinskij - Geograf globus propil (Географ глобус пропил)[27]
- 2014: Aleksej Alekseevič German - Trudno byt' bogom[28]
- 2015: Stanislav Govoruchin - Konets prekrasnoy epokhi[29]
- 2016: Andrej Končalovskij - Paradise (Рай)[30]
- 2017: Boris Chlebnikov - Aritmija (Аритмия)[31]
- 2018: Kirill Serebrennikov - Summer (Лето)[32]